# Cerezo Oszaka
A Cerezo Oszaka  (japánul: セレッソ大阪, hepburn-átírásban: Seresso Ōsaka) egy japán labdarúgóklub, melynek székhelye Oszakában, Oszaka prefektúrában található. A klubot 1957-ben alapították és a J. League Division 1-ben szerepel.
A japán első osztály négy alkalommal (1971, 1974, 1975, 1980) nyerték meg.
Hazai mérkőzéseinek a Nagai Stadion (45 000 néző befogadására alkalmas) és a Jodoko Szakura Stadion ad otthont, ami 25 000 néző befogadására képes. A klub hivatalos színei a rózsaszín és a kék. Legnagyobb riválisuk a Gamba Oszaka.

## Sikerlista
- Japán bajnok (4): 1971, 1974, 1975, 1980

## Ismert játékosok
- Morisima Hiroaki
- Nisizava Akinori
- Jamagucsi Hotaru
- Kakitani Jóicsiró
- Ha Szokcsu
- Jun Dzsonghvan
- Kim Dzsinhjon
- Diego Forlán